# 十氯酮
十氯酮（chlordecone）也称为开蓬（Kepone），是一种有机氯化合物，六氯环戊二烯类杀虫剂，和滅蟻樂结构上类似，常温下为无色固体。十氯酮作为一种持久性有機污染物（POP），在生产了数百万公斤之后就被西方国家禁止使用了。